# Pritchardia curicoensis
Pritchardia curicoensis là một loài ruồi trong họ Asilidae. Pritchardia curicoensis được Artigas miêu tả năm 1970. Loài này phân bố ở vùng Tân nhiệt đới.